# Klick (Better Call Saul)
«Klick» es el décimo y último episodio de la segunda temporada de la serie de televisión estadounidense de AMC Better Call Saul, la serie derivada de Breaking Bad. El episodio, escrito por Heather Marion y Vince Gilligan, y dirigido por Gilligan, se emitió el 18 de abril de 2016 en AMC en Estados Unidos. Fuera de Estados Unidos, se estrenó en el servicio de streaming Netflix en varios países.

## Trama

### Introducción
En una analepsis, la madre de Chuck y Jimmy está en el hospital y están junto a su cama. Jimmy se va a comprar bocadillos para él y Chuck, que no ha comido en días pero se niega a irse. Mientras Jimmy se va, su madre se despierta y lo llama dos veces, ignorando a Chuck, antes de morir. Después de que Jimmy regresa para encontrar la habitación vacía, Chuck le dice a Jimmy que su madre ha muerto. Jimmy pregunta si se despertó o tuvo alguna última palabra y Chuck dice falsamente que no lo hizo.

### Historia principal
Chuck está inconsciente después de golpearse la cabeza en la tienda de copias. Jimmy se apresura a darle primeros auxilios y le dice al empleado que llame a una ambulancia. En el hospital, Chuck está despierto y se pregunta cómo Jimmy sabía que debía ayudarlo en la tienda de copias cuando Chuck había estado inconsciente durante menos de un minuto, deduciendo correctamente que Jimmy había sobornado al empleado para que mintiera y luego se quedó cerca para ver si Chuck aparecería para interrogar al empleado. Ernesto afirma falsamente que, por preocupación por la salud de Chuck, llamó a Jimmy antes de llevar a Chuck a la tienda de copias.
Jimmy se niega a que Chuck sea internado para recibir atención psiquiátrica, pero toma la tutela temporal y permite una resonancia magnética y una tomografía computarizada para determinar si Chuck sufrió lesiones en la cabeza o el cuello. Kim visita a Jimmy en el hospital y miran el nuevo comercial de televisión de Jimmy. La doctora que trata a Chuck le dice a Jimmy que está sano, pero que ha entrado en un estado catatónico autoinducido como resultado de las pruebas médicas. Cuando Chuck vuelve a la conciencia, Jimmy le informa los resultados de la prueba y lo lleva a casa.
Mike compra un rifle de francotirador y municiones, con la intención de matar a Héctor Salamanca. Se posiciona en una cresta con vista a un lugar en el desierto donde Héctor y su equipo se están preparando para ejecutar a Ximenez, el conductor cuyo camión Mike robó, pero no puede obtener un tiro claro. Detrás de él, Mike escucha el claxon de su auto, así que se va a investigar. Cuando llega a su automóvil, encuentra una rama encajada contra la bocina y una nota en el parabrisas con una sola palabra: «No» («Don't»).
Jimmy y Kim están trabajando en sus nuevas oficinas. Howard llama a Kim varias veces tratando de localizar a Jimmy, que llama a Howard y se entera de que a Chuck le preocupa que sus errores en el papeleo de Mesa Verde signifiquen que su juicio ya no es sólido, por lo que decidió retirarse. Jimmy se apresura en ir a la casa de Chuck, donde descubre que ha forrado las paredes, ventanas y techo de su sala de estar con mantas isotérmicas reflectantes, paneles aislantes y sábanas de mylar, alegando que necesita una protección similar a la jaula de Faraday de las ondas electromagnéticas ambientales. Desesperado por que Chuck deje de comportarse de manera errática, Jimmy confiesa haber manipulado los documentos de Mesa Verde y sobornar al empleado de la tienda de copias para que se calle. Cuando Jimmy se va, Chuck revela una grabadora que había activado antes de la llegada de Jimmy.

## Producción
El cocreador de la serie, Vince Gilligan, reveló que quería que Betsy Brandt (Marie Schrader), alumna de Breaking Bad, hiciera un cameo en el episodio, pero la Sala de Escritores se opuso, considerando que la idea distraería al público.

## Recepción

### Audiencias
Al emitirse, el episodio recibió 2,26 millones de espectadores en Estados Unidos, y una audiencia de 0,8 millones entre adultos de 18 a 49 años.
Incluyendo la reproducción DVR, el episodio fue visto por 4,78 millones de espectadores en Estados Unidos.

### Recepción crítica
El episodio recibió aclamación crítica. Tiene una calificación 100% positiva con un puntaje promedio de 9,2 de 10 en el agregador de reseñas Rotten Tomatoes. El consenso de los críticos dice: «Sutil pero con precisión orientada a los detalles, «Klick» analiza aún más la compleja relación entre los hermanos McGill mientras prepara el escenario para una potente próxima temporada». Bob Odenkirk recibió una nominación para el Premio Primetime Emmy al Mejor actor en una serie dramática por su actuación en este episodio.